# Липтов

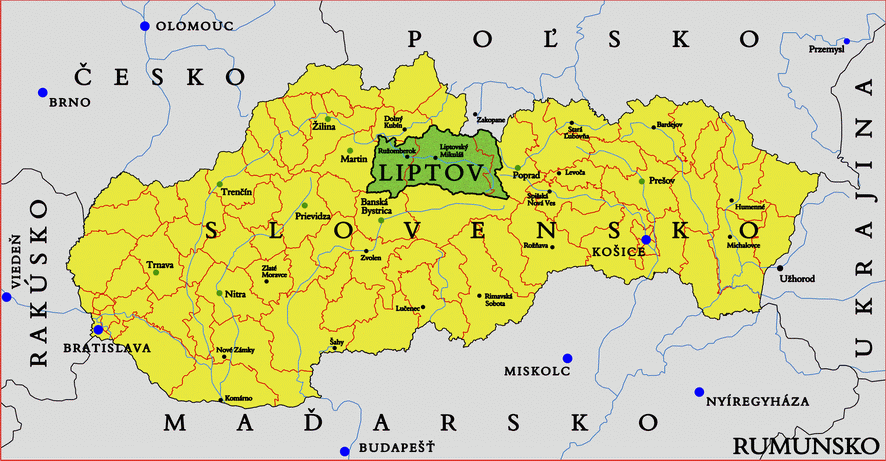
Липтов

Липтов (словац. Liptov, венг. Liptó) — историческая область Словакии. Центр — Липтовски Микулаш.

## География
Территория в районе Низких Татр на территории современных районов Липтовски Микулаш и Ружомберок.

## Центр
Первым центром Липтова был Липтовский Град, позднее Липтовска Мара, Немецка Люпча, а с 1677 — Липтовски Микулаш.

## Гастрономические специалитеты
- Липтовский сыр